# Темір Степан Костянтинович
Темір Степан Костянтинович (20 лютого 1918, Малоянисоль, Нікольський район, Донецька область — 2008) — український педагог, краєзнавець. Етнічний грек, румей, активіст грецького руху.

## Біографія
Після закінчення Малоянісольської середньої школи вступив до Маріупольського грецького педагогічного технікуму, який закінчив у 1938 року, за фахом учитель початкових класів. В 1952 році закінчив географічний факультет Луганського педагогічного інституту.
Учасник бойових дій в період Німецько-радянської війни, служив сапером. Брав участь у зведенні мостів через річки Інгул, Дунаєць, Віслу, Одер, Мораву. За бойові заслуги нагороджений орденом Вітчизняної війни І ступеня, медалями «За відвагу», «За перемогу над Німеччиною», медаллю Чехословацької Республіки, пам'ятними знаками 5-ї Ударної і 1-ї Гвардійської Армії. Після війни мешкав у Старомлинівці із власною родиною, працював у Старомлинівській середній школі, з 1956 року — завучем до виходу на пенсію 1973 року.
Степан Костянтинович в 1964 року створив на громадських засадах історико-краєзнавчий музей у селі Старомлинівка. Зараз музей відвідують делегації з Греції, Туреччини, США, Росії, Криму. Тут проводяться консультації, заняття, лекції. Більше 40 років займався С. К. Темір етнографією приазовських греків. Він написав історію села Старомлинівка, історію народної освіти Приазов'я, заселення краю, історію створення пам'ятників. Він склав путівник музею, 2 ономастичні словники, методику польових досліджень Приазов'я, написав понад 100 статей, нарисів, наукових розробок, повідомлень з історії краю. Чотири роки С. К. Темір працював у складі Московської етнографічної експедиції. Він був учасником ВДНГ СРСР у 1965–1967 роках.
У 2004 році видана його «Методика польових етнографічних досліджень Приазов'я». У тому ж році вийшла в світ книга «Греки Приазов'я».
С. К. Темір двічі був нагороджений Знаком «Відмінник народної освіти», медаллю «За доблесну працю», пам'ятною медаллю Республіканського товариства охорони пам'яток історії і культури СРСР, УРСР, облвно, Управління культури, нагороджений багатьма почесними грамотами за створення музею історії в селі Старомлинівка.